# Maltecora chrysochlora
Maltecora chrysochlora là một loài nhện trong họ Salticidae.
Loài này thuộc chi Maltecora. Maltecora chrysochlora được Eugène Simon miêu tả năm 1910.